# Hackett London
Hackett — британський чоловічий бренд класичного одягу та одягу стилю кежуел (Casual).

## Історія

### Поношений одяг
Компанія заснована 1979 року. Спочатку Джеремі Хаккет з Ешлі Ллойд Дженнінгс, з якою він познайомився на ринку поношеного одягу, переробляли, перешивали і прали поношений одяг, котрий купляли на відповідних ринках.
Бізнес ішов догори. Тож у 1983 році відкривається перший фірмовий магазин «Hackett» на вулиці Нью Кінґс Роад (анг. New Kings Road) в Лондоні. Хоча вони раніше продавали якісний старий одяг, дещо перешитий.

### Перша фабрика та мережа магазинів
1985 року вони відкривають власну швейну фабрику, а успіх першого магазину дозволив у 1986 році відкрити цілу мережу в їхньому районі: магазин сорочок і краваток, магазин формального одягу, магазин з аксесуарами та магазин спортивного одягу.
1987 року, завдяки армійським чиновникам — спонсорам, була сформована Hackett Polo Team. У кінці 80-х разом з іспанськими партнерами відкриває перший магазин у Мадриді.
1994 року компанія відкриває свій паризький магазин, а роком пізніше відкриває дитячу лінію одягу «Essential British Kids».

## Сучасність
Нині Hackett має мережу із 29 магазинів у Великій Британії, Франції та Іспанії, представлений у 15 європейських країнах, у Гонконзі та в Дубаї. Бренд популярний серед європейських футбольних фанатів.